# Catherine Leroy
Catherine Leroy (12. srpna 1944 Paříž – 8. července 2006 Santa Monica) byla francouzsko-americká fotožurnalistka a válečná fotografka, jejíž snímky doplňovaly články o válce ve Vietnamu na stránkách časopisu Life a v dalších publikacích.

## Životopis
Narodila se 27. srpna 1944 v Paříži. Navštěvovala katolickou internátní školu. V osmnácti letech si udělala parušitistickou licenci, aby tím udělala dojem na svého přítele. Poté co viděla fotografie války v magazínu Paris Match, rozhodla se odcestovat do Jižního Vietnamu. V roce 1966, ve věku 21 let si koupila jednosměrnou letenku do Laosu. Měla s sebou jen jeden fotoaparát Leica M2 a 200 dolarů.

### Kariéra
Když dorazila do Saigonu, setkala se s fotografem Horstem Faasem, vedoucím oddělení americké tiskové agentury Associated Press. O rok později se stala první akreditovanou novinářkou, která se 23. února 1967 účastnila vojenského parašutistického výsadku spolu s 173. výsadkovou brigádou v rámci vojenské operace Junction City. Catherine byla malá a hubená, proto musela mít závaží, aby jí během seskoku neodvál vítr. Její novinářské pověření bylo dočasně pozastaveno poté, co nadávala důstojníkovi námořní pěchoty, který podle ní blahosklonně odmítl její žádost o seskok krátce po operaci Junction City.
Během první bitvy o Khe Sanh dne 30. dubna 1967 pořídila sérii fotografií zdravotníka amerického námořnictva Vernona Wikea, jak ošetřuje umírajícího mariňáka, které byly publikovány v časopise Life a sklidily velký ohlas kritiky. Šlo o jednu ze tří fotografií pořízených v rychlém sledu. Na snímcích se Wilke krčí ve vysoké trávě a kolébá postřeleného mariňáka, zatímco za nimi stoupá do vzduchu kouř z bitvy. Na prvním snímku má Wike obě ruce na mariňákově hrudi a snaží se zastavit krvácení z rány. Na druhém snímku se snaží najít tlukot srdce. Ve třetím snímku si právě uvědomil, že muž je mrtvý.
Dne 19. května 1967 byla při fotografování operace Hickory s jednotkou námořní pěchoty poblíž vietnamské demilitarizované zóny těžce zraněna minometnou palbou Vietnamské lidové armády (PAVN). Catherine později připisovala zásluhu na záchraně jejího života svému fotoaparátu, který zastavil část střepin. Byla evakuována nejprve do Con Thienu a poté na loď USS Sanctuary, kde ji navštívil velitel III. námořní obojživelné armády generál Lew Walt. Poté byla převezena do nemocnice v Danangu a v polovině června propuštěna.
V září 1967 fotografovala obléhání Con Thienu. V říjnu 1967 navštívila svou rodinu v Paříži a odletěla zpět přes New York, kde podepsala smlouvu s fotografickou agenturou Black Star.
V roce 1968, během ofenzívy Tet, byli Catherine a novinář agentury Agence France-Presse Francois Mazure, zajati vojáky PAVN během bitvy o Hue. Podařilo se jí přesvědčit vojáky, že je novinářka, a stala se i první fotožurnalistkou, která pořídila fotografie vojáků PAVN za jejich vlastními liniemi. Následný příběh se dostal na obálku časopisu Life.
Na začátku roku 1968 jí Overseas Press Club udělil cenu George Polka za fotografie z první bitvy o Khe Sanh. Stala se tak první nezávislou novinářkou a první ženou, která tuto cenu získala. Na slavnostním předávání cen začátkem dubna v New Yorku, využila své děkovné řeči k tomu, aby vynadala agentuře Associated Press, kterou obvinila ze ztráty jejích negativů, což zkazilo její vztahy s AP a Horstem Faasem. Po návratu do Jižního Vietnamu se jí nedařilo znovu se ponořit do práce v terénu.
| „                                                                       | Když se díváte na válečné fotografie, je to tichý okamžik věčnosti. Ale pro mě je pronásledován zvukem, ohlušujícím zvukem. Ve Vietnamu to bylo většinou nesmírně nudné. Vyčerpávající a nudné. Šli jste kilometry rýžovými poli nebo džunglí - pěšky, plazením, v těch nejnesnesitelnějších podmínkách. A nic se nedělo. A pak se najednou rozpoutalo peklo. | “ |
| — Catherine Leroy, „Okno do války”, Los Angeles Times, 8. prosince 2002 | |   |

Její poslední velká vietnamská fotoreportáž „This is That War” (Tohle je válka) vyšla v časopise Look 14. května 1968 ve stejném čísle, v němž redakce změnila politiku a odsoudila válku.
Catherine se vrátila z jižního Vietnamu do Paříže v polovině prosince 1968. V srpnu 1969 přijala od časopisu Look zakázku, aby dokumentovala festival Woodstock, ale hned první den se rozhodla přidat k davu a následující měsíce strávila cestováním a drogami s vietnamskými veterány, které tam potkala.
V srpnu 1972 začala s Frankem Cavestanim natáčet film Operace Poslední hlídka, který pojednával o Ronu Kovicovi a protiválečných vietnamských veteránech a jejich protestech na republikánském národním sjezdu v Miami Beach v roce 1972. Film inspiroval Kovice k napsání autobiografie Born on the Fourth of July (Narozen 4. července).
Do Saigonu se vrátila v polovině dubna 1975 nikoli jako reportérka, ale jako svědkyně pádu Saigonu. Dne 30. dubna spolu s Françoise Demulder fotografovala vjezd PAVN do města, přičemž Demulder pořídila ikonickou fotografii tanku prorážejícího bránu Paláce nezávislosti.
V roce 1976, kdy informovala o libanonské občanské válce, navázala vztah s reportérem agentury Agence France-Presse, Bernardem Estradem. Estrade byl vyslán do Hanoje. V roce 1980 Catherine strávila dva měsíce na cestách po zemi, kde fotografovala k pátému výročí konce války. V letech 1977–1986 pokrývala konflikty v Severním Irsku, na Kypru, v Somálsku, Afghánistánu, Iráku, Íránu a Libyi pro časopis Time, který na počátku 90. let zastavil válečné fotografie.
Catherine původně prodávala své fotografie United Press International a Associated Press, později pracovala pro Sipa Press a Gamma. V roce 1972 byla spoluautorkou knihy God Cried (Bůh plakal) o obléhání západního Bejrútu izraelskou armádou během libanonské války v roce 1982.

### Odchod na odpočinek
Koncem 80. let bydlela v hotelu Chelsea. Později založila a provozovala obchod s vintage oblečením Piece Unique, který měl i své webové stránky. Piece Unique také provozoval online galerii obrazů z vietnamské války s názvem „Under Fire: Images From Vietnam”.
V roce 2005 ji Paris Match vyslal do Arizony na setkání s Vernonem Wikem, což byla její poslední fotografická zakázka.
Zemřela v Santa Monice v Kalifornii týden poté, co jí byla diagnostikována rakovina plic.

## Ocenění
Za svou práci získala řadu ocenění, mimo jiné v roce 1967 cenu George Polka – Fotografie roku, cenu Sigma Delta Chi a cenu The Art Director's Club of New York. Jako první žena obdržela v roce 1976 zlatou medaili Roberta Capy za „nejlepší publikovanou fotografickou reportáž ze zahraničí vyžadující výjimečnou odvahu a podnikavost” za reportáž z občanské války v Libanonu. V roce 1997 obdržela čestnou cenu za zásluhy v žurnalistice od University of Missouri.